# Cap de dona (Fernande)
Cap de dona (Fernande) és un bronze realitzat per Pablo Picasso el 1906 a París i que actualment forma part de la col·lecció permanent del Museu Picasso de Barcelona. Es mostra a la Sala 8 de la col·lecció permanent del museu. Està signada Picasso a la part posterior. Es va adquirir l'any 2000.

## Descripció
Aquest bronze representa una simplificació del rostre de Fernande Olivier, companya de Picasso
entre 1904 i 1912.
L'escultura presenta el que Werner Spies anomena un modelatge asimètric, que consisteix a modelar una part de la cara amb detalls precisos, mentre que l'altra part i les zones perifèriques resten més desdibuixades.
Spies, a la seva obra La escultura de Picasso, dona a conèixer també alguns recursos emprats per Picasso, com la utilització de gasa o tul en el guix, encara humit, per aconseguir la textura porosa de la part dreta.
Aquesta peça és un exemplar de l'edició realitzada pel marxant Ambroise Vollard i pesa 7,9 kg. Un altre exemplar d'aquesta curta edició es conserva al Musée d'Art moderne de la Ville de Paris.